# Ablainzevelle
Ablainzevelle – miejscowość i gmina we Francji, w regionie Hauts-de-France, w departamencie Pas-de-Calais.
Według danych na rok 2011 gminę zamieszkiwały 203 osoby, a gęstość zaludnienia wynosiła 47 osób/km²  (wśród 1549 gmin regionu Nord-Pas-de-Calais Ablainzevelle plasuje się na 1046. miejscu pod względem liczby ludności, natomiast pod względem powierzchni na miejscu 741.).